# 休斯EX-34鏈炮
休斯EX-34（英語：Hughes EX-34）是一款最初由美国直升機製造商休斯直升機公司所研製的鏈炮，英國國防部對該7.62毫米鏈炮的長槍管版本的命名為L94A1，並且安裝在多台英國陸軍裝甲戰鬥車輛，包括挑戰者2坦克和武士裝步戰車以上，發射7.62×51毫米北约口徑制式步枪子彈。
它的第二個版本、裝有一根短槍管的L95A1，亦獲得受小量採購。
該武器目前是由黑克勒&科赫位於英国的分公司所生產。

## 設計
EX-34是為了給裝甲車作為同軸機槍使用而特別設計的武器，具有多項功能，使其適合在這個用途上使用。該槍使用24伏特外部電源供電以運動槍機進行射擊，這意味著不發彈不需要使用手動清除，而是很簡單地將其拋殼。亦由於是以电动机作為動力，因此理論上射速可以在1—600發／分鐘之間調節，但一般射速都是以520—550發／分鐘為主。
所有發射過後的空彈殼可以經由機匣延著槍管從前方拋出砲塔以外。這樣可以防止散落的任何空彈殼的積聚造成機能停頓。此外，所有因發射所產生的氣體亦會通過槍管和拋殼管排出，防止有毒的發射氣體在裝甲車內積聚。該武器是以文丘里系統冷卻，由沿著槍管的槍管套吸取冷空氣，並且充當該槍的排煙裝置。
該武器原本打算裝設在美國M60「巴頓」坦克以上、取代原來的M73車載中型機槍（同軸武器）。該武器是由美国陆军和美國海軍武器中心進行評估，而報告亦指出，該武器在所有的測試階段的性能出色。可是，該武器在最後都沒有選擇採用，而取代M73的則是M240通用機槍。
休斯進行的測試過程當中證明了該武器非常可靠，以每分鐘500發的射速在持續20分鐘內進行兩次10,000發的連發射擊。一份報告指出它的射擊故障平均率大約是50,000發。

## 問題
武士裝步戰車的電氣系統與該武器之間的問題曾經導致該武器多次在毫無預警以下發射，導致軍隊發出安全通知。在至少一件事件中已導致一名英軍士兵，以及其他平民都受傷。英國國防部最初否認了這一問題。
此外，裝在挑戰者2坦克上的該武器使用主瞄準具在低於200米的最小射程時不能準確地瞄準，這已經導致最少一人因被「誤傷」而死亡。

## 使用國
- 英国
  - 英國陸軍

## 資料來源
1. ↑  每挺機槍的成本（包括工裝），根據簡氏的一份606挺該武器、價值為4.7萬英鎊的黑克勒&科赫合同的報告。
2. 1 2  The Machine Gun Volume 5, George M. Chinn
3. ↑  .   [2013-10-25]. （原始内容存档于2006-09-02）.
4. ↑  .   [2013-10-25]. （原始内容存档于2016-03-22）.

## 外部連結
- （英文）—Modern Firearms－7.62 mm Hughes EX34 "Chain Gun" / L94A1 / Bushmaster 7.62 tank machine gun （页面存档备份，存于）
- （英文）—The Firearm Blog.com—Room for innovation: Could man-portable Chain Guns become a reality? （页面存档备份，存于）